# Alchemilla exsculpta
Alchemilla exsculpta es una especie de planta del género Alchemilla, perteneciente a la familia Rosaceae.

## Taxonomía
Alchemilla exsculpta fue descrita por Serguéi Yuzepchuk en 1955.

## Distribución
Se encuentra en el territorio central de la parte europea de Rusia y en el occidente de Siberia.